# Аббатство святого Авсония
Аббатство святого Авсония (фр. L'abbaye de Saint-Ausone) — бенедиктинское аббатство, основанное в XI веке в Ангулеме.
Аббатство освящено в честь Святого Авсония (фр.), первого епископу Ангулема, который был похоронен на окраине города, за крепостной стеной, на месте, где в будущем будет основан женский монастырь. Из истории монастыря известно, что незаконнорожденная дочь Карла Орлеанского, Мадлен Ангулемская (фр.), была его аббатисой в 1496—1520 годах.
После Французской революции церковь и аббатство бенедиктинцев были превращены в тюрьму. После здания использовались как школа, которая позже стала коллежем. В 1844 году было решено снести некоторые постройки и перестроить новую среднюю школу. Нынешняя часовня была построена в 1862—1867 годах Полем Абади и его сыном на месте приходской церкви конца XVIII века. Перед реконструкцией в 1864 году были проведены раскопки, в результате которых удалось обнаружить саркофаги.
В день святого Авсония по традиции проходит процессия от аббатства до кафедрального собора.